# 正常性バイアス
正常性バイアス（せいじょうせいバイアス、英: Normalcy bias）とは、認知バイアスの一種。社会心理学、災害心理学などで使用されている心理学用語で、自分にとって都合の悪い情報を無視したり過小評価したりするという認知の特性のこと。
自然災害や火事、事故、事件などといった自分にとって何らかの被害が予想される状況下にあっても、それを正常な日常生活の延長上の出来事として捉えてしまい、都合の悪い情報を無視したり、「前例がない」「自分は大丈夫」「今回は大丈夫」「まだ大丈夫」などと過小評価するなどして、逃げ遅れの原因となる。「正常化の偏見」、「恒常性バイアス」とも称される。

## 概要
人間の心は、予期せぬ出来事に対してある程度は「鈍感」にできている。日々の生活の中で生じる予期せぬ変化や新しい事象に、心が過剰に反応して疲弊しないために必要なはたらきで、ある程度の限界までは、正常の範囲として処理する心のメカニズムが備わっていると考えられる。
古い防災の常識では、災害に直面した人々の多くは、たやすくパニックに陥ってしまうものと信じられており、災害に関する情報を群衆にありのまま伝えて避難を急かすようなことは、かえって避難や救助の妨げになると考えられてきた。ところが後世の研究では、実際にパニックが起こるのは希なケースであるとされ、その状況が前例から外れることはないと思い込むため、逃げ遅れの原因となる。むしろ災害に直面した人々がただちに避難行動を取ろうとしない原因の一つとして、正常性バイアスなどの心の作用が注目されている。

## 具体的な例
大邱地下鉄放火事件
2003年2月18日に、韓国の大邱市で起こった地下鉄火災。多くの乗客が煙が充満する車内の中で口や鼻を押さえながらも、座席に座ったまま逃げずに留まっている様子が乗客によって撮影されており、正常性バイアスが乗客たちの行動に影響したという指摘もある。「被害はたいしたことがないのでその場に留まるように」という旨の車内放送が流れたという証言もあり、こうした対処が正常性バイアスを助長した可能性もある。この火災は当時において、世界の地下鉄火災史上で2番目となる198人以上の死者を出した。
東北地方太平洋沖地震（東日本大震災）
津波避難をめぐる課題として、警報が出ているのを知りながら避難しない人たちがいることが指摘されていた。実際に、地震発生直後のビッグデータによる人々の動線解析で、ある地域では地震直後にはほとんど動きがなく、多くの人々が実際に津波を目撃してから初めて避難行動に移り、結果、避難に遅れが生じたことが解明された。
例えば海岸から5キロメートル離れた石巻市立大川小学校で、生徒74名と教師10名およびスクールバスの運転手が、避難先の決定を誤るなどして河川を遡上してきた津波に飲み込まれて死亡したケースでは、正常性バイアスによる根拠のない楽観的思考が対応を遅らせた可能性が指摘されている。
2014年の御嶽山噴火
御嶽山の噴火で登山者58人が噴石や噴煙に巻き込まれて死亡した。死亡者の多くが噴火後も火口付近にとどまり噴火の様子を写真撮影していたことがわかっており、携帯電話を手に持ったままの死体や、噴火から4分後に撮影した記録が残るカメラもあった。彼らが正常性バイアスの影響下にあり、「自分は大丈夫」と思っていた可能性が指摘されている。